# Diocesi di Yan'an
La diocesi di Yan'an (in latino: Dioecesis Iennganensis) è una sede della Chiesa cattolica in Cina suffraganea dell'arcidiocesi di Xi'an. La sede è vacante.

## Territorio
La diocesi comprende parte della provincia cinese dello Shaanxi.
Sede vescovile è la città di Yan'an.

## Storia
Il vicariato apostolico di Shensi Settentrionale fu eretto il 12 aprile 1911 con il breve Non sine magno di papa Pio X, ricavandone il territorio dal vicariato apostolico omonimo, che contestualmente assunse il nome di vicariato apostolico di Shensi Centrale (oggi arcidiocesi di Xi'an).
Il 3 dicembre 1924 assunse il nome di vicariato apostolico di Yenanfu in forza del decreto Vicarii et Praefecti della Congregazione di Propaganda Fide.
L'11 aprile 1946 il vicariato apostolico è stato elevato a diocesi con la bolla Quotidie Nos di papa Pio XII.
Nel 2006 era vescovo della diocesi Francis Tong Hui, che era stato consacrato come vescovo coadiutore nel 1992 ed era succeduto come vescovo diocesano a Joseph Wang Zhen-ye nel dicembre 1999. Il 10 luglio 2010 la diocesi ha avuto un nuovo coadiutore nella persona di John Baptist Yang Xiaoting, il quale è succeduto a Tong Hui come vescovo diocesano il 25 marzo 2011.

## Cronotassi dei vescovi
Si omettono i periodi di sede vacante non superiori ai 2 anni o non storicamente accertati.
- Celestino Ibáñez y Aparicio, O.F.M. † (12 aprile 1911 - 13 gennaio 1949 ritirato)
- Pacific Ly-Hsüan-te, O.F.M. † (13 dicembre 1951 - 16 febbraio 1972 deceduto)
  - Sede vacante
  - Joseph Wang Zhen-ye † (17 novembre 1991 consacrato - 17 dicembre 1999 deceduto)
  - Francis Tong Hui † (17 dicembre 1999 succeduto - 25 marzo 2011 ritirato)
  - John Baptist Yang Xiaoting, succeduto il 25 marzo 2011

## Statistiche
Secondo l'Agenzia Fides, la diocesi «che si estende su un'area di oltre 80.000 km² nelle campagne del nord dello Shaanxi, conta circa 50.000 fedeli, 20 sacerdoti, una decina di seminaristi e 24 religiose appartenenti alle due Congregazioni delle Suore Missionarie di Nostra Signora della Cina e delle Missionarie di Maria. Vi sono 20 chiese, una ventina di altri luoghi di culto».